# 武将
武将（ぶしょう）とは、軍勢を統率する将軍、特に武道に秀でた将のこと。特に日本の戦国時代における武将を戦国武将という。
日本の戦国時代においては、武士や農民・町人から徴用された足軽たちを統率する戦国大名やその家臣を指すことがある。なお、部隊を率いる将を部将と呼ぶ。
明治政府が当時の事象や日本の歴史について文献に基づきまとめた古事類苑に「武将」の文言は見られない。